# Bianchetta Genovese
La Bianchetta Genovese è un vitigno a bacca bianca autoctono della Liguria, coltivato nella città metropolitana di Genova, in particolare intorno al capoluogo e nel Golfo del Tigullio. 

## Caratteristiche
È caratterizzato da un grappolo conico verde-giallastro di media grandezza, dotato di una grande ala (tanto da sembrare doppio), con una foglia color verde opaco. Gli acini sono medio-piccoli, a forma di ellisse. La buccia è sottile, di colore bianco-giallastro o bianco-verdastro.

## Attitudini enologiche
Produce un vino bianco di colore giallo paglierino scarico, profumo delicato e sapore fresco, secco e leggero, da bere entro il suo primo anno di vita. Si abbina a piatti tipici della cucina ligure, come focaccia, torte, polpettoni, mescciüa e frittata di bianchetti.

## Vini ricavati
In purezza: Val Polcevera Bianchetta Genovese, Golfo del Tigullio-Portofino Bianchetta Genovese.
In uvaggio: Val Polcevera, Golfo del Tigullio-Portofino.